# 永井友梨
永井 友梨 (ながい ゆり、1991年10月11日 - )は、テレビ宮崎のアナウンサー。

## 来歴
宮崎県立宮崎大宮高等学校、早稲田大学卒業後、2013年テレビ宮崎入社。

## 現在の担当番組
- UMKスーパーニュース
- U-doki
- のびよ!みやざきっ子
- You & Live Smile
- UMKニュース

## 過去の担当番組
- シネマ★NAVI